# Фінал кубка Англії з футболу 1899
Фінал кубка Англії з футболу 1899 — 28-й фінал найстарішого футбольного кубка у світі. Учасниками фіналу були «Шеффілд Юнайтед» і «Дербі Каунті». Володарем кубкового трофею став «Шеффілд Юнайтед».

## Шлях до фіналу
| «Шеффілд Юнайтед»  | «Шеффілд Юнайтед» | «Шеффілд Юнайтед»                                                                                          | Раунд        | «Дербі Каунті»            | «Дербі Каунті» | «Дербі Каунті»           |
| ------------------ | ----------------- | --- | ------------ | ------------------------- | -------------- | ------------------------ |
| Суперник           | Результат         | Матчі |              | Суперник                  | Результат      | Матчі                    |
| «Бернлі»           | 4—3               | 2—2 на виїзді, 2—1 вдома (перегравання)                                                                    | Перший раунд | «Вулвіч Арсенал»          | 6—0            | 6—0 на виїзді            |
| «Престон Норт-Енд» | 4—3               | 2—2 на виїзді, 2—1 вдома (перегравання)                                                                    | Другий раунд | «Вулвергемптон Вондерерз» | 2—1            | 2—1 вдома                |
| «Ноттінгем Форест» | 1—0               | 1—0 на виїзді                                                                                              | Третій раунд | «Саутгемптон»             | 2—1            | 2—1 на виїзді            |
| «Ліверпуль»        | 7—6               | 2—2 на нейтральному полі, 4—4 на нейтральному полі (перегравання), 1—0 на нейтральному полі (перегравання) | 1/2 фіналу   | «Сток»                    | 3—1            | 3—1 на нейтральному полі |

## Матч
| 15 квітня 1899 |

| Шеффілд Юнайтед                           | 4:1      | Дербі Каунті |
| ----------------------------------------- | -------- | ------------ |
| Беннетт 60' Бір 65' Альмонд 69' Пріст 89' | Протокол | Боаг 12'     |

| Крістал Пелес, Лондон Глядачів: 73 833 Арбітр: А.Скрагг |

|  |  |

|                  |  |                  |  |
|                  |  |                  |  |
| В                |  | Вільям Фулк      |  |
| З                |  | Пітер Бойл       |  |
| З                |  | Гаррі Тікітт     |  |
| ПЗ               |  | Ернест Нідем (к) |  |
| ПЗ               |  | Томмі Моррен     |  |
| ПЗ               |  | Гаррі Джонсон    |  |
| Н                |  | Фред Пріст       |  |
| Н                |  | Джек Альмонд     |  |
| Н                |  | Джордж Гедлі     |  |
| Н                |  | Біллі Бір        |  |
| Н                |  | Волтер Беннетт   |  |
| Головний тренер: |  |                  |  |
| Джон Ніколсон    |  |                  |  |

|                  |  |                  |  |
|                  |  |                  |  |
| В                |  | Джек Фраєр       |  |
| З                |  | Джонтана Стейлі  |  |
| З                |  | Джиммі Метвен    |  |
| ПЗ               |  | Джон Мей         |  |
| ПЗ               |  | Роберт Патерсон  |  |
| ПЗ               |  | Джон Кокс        |  |
| Н                |  | Гаррі Аллен      |  |
| Н                |  | Біллі Макдональд |  |
| Н                |  | Джон Боаг        |  |
| Н                |  | Стів Блумер      |  |
| Н                |  | Томмі Аркесден   |  |
| Головний тренер: |  |                  |  |
| Гаррі Ньюболд    |  |                  |  |